# کوه هاگن (آتشفشان)
کوه هاگن (به لاتین: Mount Hagen) یک کوه و آتشفشان چینه‌ای در پاپوآ گینه نو است که در استان ارتفاعات غربی واقع شده‌است. کوه هاگن ۳٬۷۶۵ متر بالاتر از سطح دریا واقع شده‌است.